# Rocking All Over the Years
Rocking All Over the Years es un álbum recopilatorio de la banda británica de rock Status Quo, publicado en 1990 a través de Vertigo Records. Contiene al menos una canción de varios de los discos de estudio lanzados entre 1968 y 1990, a excepción de temas de Spare Parts, Ma Kelly's Greasy Spoon, Dog of Two Head, If You Can't Stand the Heat y Perfect Remedy. Además cuenta con la pista «Anniversary Waltz - Part One», que se lanzó en 1990 como sencillo y que anteriormente no se había incluido en ningún disco de la banda.
A los pocos días de su lanzamiento se ubicó en el segundo lugar de los UK Albums Chart y solo dos meses después fue certificado con doble disco de platino en el Reino Unido, tras superar las 600 000 copias vendidas.

## Lista de canciones
| N.º | Título                            | Duración |  |
| 1.  | «Pictures of Matchstick Men»      | 3:07     |  |
| 2.  | «Ice in the Sun»                  | 2:00     |  |
| 3.  | «Paper Plane»                     | 2:51     |  |
| 4.  | «Caroline»                        | 3:40     |  |
| 5.  | «Break the Rules»                 | 3:37     |  |
| 6.  | «Down Down»                       | 3:45     |  |
| 7.  | «Roll Over Lay Down»              | 4:41     |  |
| 8.  | «Rain»                            | 4:24     |  |
| 9.  | «Wild Side of Life»               | 3:13     |  |
| 10. | «Rockin' All Over the World»      | 3:24     |  |
| 11. | «Whatever You Want»               | 3:48     |  |
| 12. | «What You're Proposing»           | 3:50     |  |
| 13. | «Something 'Bout You Baby I Like» | 2:58     |  |
| 14. | «Rock 'n' Roll»                   | 3:48     |  |
| 15. | «Dear John»                       | 3:11     |  |
| 16. | «Ol' Rag Blues»                   | 2:47     |  |
| 17. | «Marguerita Time»                 | 3:19     |  |
| 18. | «The Wanderer»                    | 3:19     |  |
| 19. | «Rollin' Home»                    | 3:58     |  |
| 20. | «In the Army Now»                 | 3:38     |  |
| 21. | «Burning Bridges»                 | 3:51     |  |
| 22. | «Anniversary Waltz - Part One»    | 5:00     |  |